# Bibliotheek Universiteit van Suriname
De Bibliotheek Universiteit van Suriname is de bibliotheek van de Anton de Kom Universiteit van Suriname (AdeKUS).
De universiteitsbibliotheek werd in 1970 opgestart met de collectie scripties, twee jaar na de officiële opening van de universiteit in 1968. Aanvankelijk was de bibliotheek gevestigd aan de Dr. Sophie Redmondstraat 118, waar zich ook de juridische faculteit bevond.
Rond 1984 vond op de campus van de AdeKUS de opening plaats van de huidige,  Centrale Bibliotheek (CB). Er is ook nog een Medische Bibliotheek (MB); deze is gevestigd aan de Professor W.J. Kernkampweg 3.
Sinds 2015 werkt de universiteitsbibliotheek samen met de Digital Library of the Caribbean (dLOC) en begon het digitaliseringsproces van alle afstudeerscripties vanaf 1970.